# Jurassic Fight Club
Jurassic Fight Club, en español significa «Club de lucha jurásica», es una serie de televisión documental estadounidense basada en datos paleontológicos. En Australia fue titulada Dinosaur Secrets (en inglés: «Secretos de los dinosaurios»), en Hispanoamérica Mundo jurásico y en España Lucha en el Jurásico. Fue emitida por primera vez en Estados Unidos en el canal The History Channel, en julio de 2008.

## Resumen
Los científicos estudian las batallas entre criaturas prehistóricas, tales como mamíferos mesozoicos y dinosaurios, antes de que éstos se extinguieran.
Cada episodio documenta el desarrollo de una batalla prehistórica al estilo forense. Basados en evidencia fósil y análisis  paleontológico, e imágenes generadas por computador (IGC) reproduciendo la batalla y basado también en la imaginación del presentador George Blasing, se reconstruye el acto final de cada capítulo.

## Animales representados
| - Majungasaurus - Tyrannosaurus - Nanotyrannus - Deinonychus |  | - Tenontosaurus - Allosaurus - Ceratosaurus - Camarasaurus |  | - Stegosaurus - Panthera atrox - Arctodus simus - Gastonia |  | - Megalodon - Brygmophyseter - Utahraptor - Pachyrhinosaurus |  | - Albertosaurus - Edmontosaurus - Dromaeosaurus |  |  |

## Episodios

### Primera temporada
Nota: En los episodios "La batalla más sangrienta" y "El último territorio de los raptores" todos los animales murieron por el medio ambiente, por ello se pone los que derrotaron al resto.
| Episodio | Título                               | Sinopsis | Resultado | Lugar                                                                         | Ganador                                                      |
| -------- | ------------------------------------ | --- | --- | ----------------------------------------------------------------------------- | ------------------------------------------------------------ |
| 1        | Dinosaurio Caníbal                   | El canibalismo es representado durante la batalla entre un macho y una hembra Majungasaurus donde la hembra intenta proteger su cría.                                         | El Majungasaurus macho, estaba en busca de pareja cuando se tropieza con una hembra que no está de humor para aparearse. El macho despliega una danza reproductiva, pero la hembra no responde y se torna muy hostil. Confundido, el macho observa que la hembra tiene una cría, tornándose entonces su estado de reproductivo a agresivo, intenta matar el bebe para aparearse con la hembra. La hembra embiste al macho, pero este más grande y se la sacude de encima, entonces la hembra usa la cola para golpear al macho. La hembra intenta alejar al macho pero este en un descuido logra sujetar al bebé con sus mandíbulas, aplastándolo y golpeándolo con un árbol, matándolo al instante. Entre tanto la hembra Majungasaurus surge de los arbustos, ataca y muerde al macho en la nuca, haciéndole soltar la cría, cayendo paralizado al romperle la médula espinal. La hembra entonces se come al bebé muerto y luego al macho mientras esta aún vivo. | Mahajanga, Madagascar                                                         | Majungasaurus hembra                                         |
| 2        | El cazador del T-rex                 | La historia de una lucha entre una familia de Tyrannosaurus rex contra un Nanotyrannus.                                                                                       | Los 2 Tyrannosaurus rex van de cacería dejando a sus crías jóvenes desatendidas. Un Nanotyrannus irrumpe en el territorio y ataca a las dos crías, con el fin de eliminar la futura competencia (el Tyrannosaurus crecía tres veces el tamaño del Nanotyrannus). Después de varios ataques, consigue derribar a uno de los jóvenes pero otro logra dañarle una pierna severamente y lo mata al rápidamente mordiéndole el cuello fracturándoselo, pero antes que pueda matar al segundo, la madre T. rex llega de su cacería, y se coloca entre la cría sobreviviente y el Nanotryannus. En lugar de huir intenta volver a atacar al joven superviviente, pero la madre es lo suficientemente rápida y logra evadir todos sus ataques. Finalmente la madre golpea al carnívoro muy fuerte dejándolo noqueado, aprovechando, lo muerde muy fuerte con sus mandíbulas rompiéndole todo el cuello y luego con sus garras como mensaje para otros Nanotyrannus. | Dakota del Sur, Estados Unidos                                                | Tyrannosaurus rex                                            |
| 3        | Pandilla asesina                     | Un espantoso conflicto entre un grupo de Deinonychus y un Tenontosaurus. | Un grupo de Deinonychus logra separar un Tenontosaurus débil de su manada, lo atacan, pero uno de ellos muere cuando recibe un coletazo del animal. Los Deinonychus se reagrupan y vuelven a atacar, pero la piel del Tenontosaurus es demasiado gruesa para ellos. Finalmente lanzan un ataque masivo solo para que un miembro del grupo sea aplastado por el enorme peso del herbívoro, siendo obligados a retirarse. Sin embargo el herbívoro es herido gravemente y entra a un matorral para esconderse. Sobreviene una tormenta y los Deinonychus atacan al Tenontosaurus en la oscuridad. A pesar de no ver, el Tenontosaurus logra aplastar a cuatro miembros más del grupo antes de sucumbir. Solo tres Deinonychus sobreviven para comer. | Montana, Estados Unidos                                                       | Deinonychus                                                  |
| 4        | La Batalla más sangrienta            | Los huesos de un grupo de Allosaurus, una familia de Stegosaurus, un Ceratosaurus y una manada de Camarasaurus inician la historia de una batalla total entre estos animales. | Cuando un Stegosaurus hembra y su cría se atascan en el lodo en un lago seco, se acerca un Ceratosaurus hambriento, y empieza a comerse a la cría. La madre Stegosaurus es incapaz de defender a su cría. El Ceratosaurus está a punto de acabar con la madre, pero un grupo de tres Allosaurus son atraídos por el olor de la sangre. Estos no sólo son más grandes sino que lo superan en número. Uno de los Allosaurus lo flanquea y lo mata cuando el Ceratosaurus intenta defender a su presa. Los tres Allosaurus proceden a atacar a la Stegosaurus, pero esta logra liberar la cola con espinas del lodo y mata a uno de los Allosaurus con un golpe en la garganta, entonces una manada de Camarasaurus aparece y el macho alfa del grupo se atasca en el barro, mientras los otros se marchan. Los dos Allosaurus sobrevivientes dejan a la Stegosaurus para atacar al Camarasaurus. Aunque este sufre numerosas heridas en los costados por el ataque de las garras de los dos Allosaurus, el Camarasaurus utiliza su cola larga para matar a uno de los Allosaurus. El Allosaurus sobreviviente ataca de nuevo pero cae bajo la pata del dinosaurio y le aplasta la cabeza. Finalmente el Camarasaurus y la Stegosaurus adulto, mueren de ahogados en el lodo. | Utah, Estados Unidos                                                          | Nadie (Todos mueren)                                         |
| 5        | Asesinos de las profundidades        | La lucha de dos hambrientos canívoros, el Megalodon y el Brygmophyseter por la dominación de los mares cerca de Japón.                                                        | En el mar del norte de Japón, un Megalodon, un tiburón gigante, está buscando presas. Detecta la presencia de una ballena. La presa potencial es la gran ballena dentada, un Brygmophyseter, ancestro del cachalote actual. El gran Megalodón embosca al cetáceo. La ballena malherida es incapaz de nadar, pero si de enviar mensajes de auxilio a su grupo. Un gran macho responde al mensaje de auxilio. La manada inicia su ataque sobre el Megalodon, intentando alejarlo del miembro herido. El tiburón gigante escapa para no enfrentar el grupo de ballenas molestas, pero estas activan su sistema de sonar confundiendo transitoriamente al animal. Las ballenas aprovechan esta situación para embestir al tiburón repetidamente infringiéndole mucho daño. Sin embargo el gran tiburón es muy fuerte y no puede ser fácilmente derrotado. Las ballenas suspenden el ataque para salir a respirar aire e intentar rescatar al compañero herido, pero es demasiado tarde. Cuando el camino está despejado el Megalodón retorna a alimentarse del Brygmophyseter muerto. | Norte de Japón                                                                | Megalodon                                                    |
| 6        | Cazadores cazados                    | Los paleontólogos muestran la batalla entre un Allosaurus defendiendo su territorio y dos Ceratosaurus, luchando por el territorio.                                           | Las duras condiciones obligan a un par de Ceratosaurus a aventurarse en un nuevo territorio para obtener un nuevo territorio de caza. El Ceratosaurus macho acecha una presa, mientras la hembra se dirige a tratar de emboscarla, pero se encuentran en territorio de un gran Allosaurus que ataca y asesina a la hembra. El Allosaurus entonces enfrenta al macho emitiendo un rugido de advertencia al Ceratosaurus macho. Este logra rasgarlo en la cara luego en una oportunidad salta sobre el "Allosaurus" mordiendo su cuello e hiriéndolo de gravedad. Sin embargo el gran carnívoro logra arrojarlo al suelo al intruso. Prosigue la lucha y el Allosaurus logra morder la espalda y romper la espina dorsal del Ceratosaurus y lo azota contra un árbol y lo arroja al suelo. | Colorado, Estados Unidos                                                      | Allosaurus                                                   |
| 7        | Los más temibles depredadores        | Los científicos comparan diferente dinosaurios carnívoros para establecer cual es el más peligroso.                                                                           | Los candidatos son el gran Allosaurus, el mortífero Utahraptor, el caníbal Majungasaurus, el horrible Albertosaurus y el poderoso Tyrannosaurus rex para encontrar cual de estos era el más peligroso de dinosaurios carnívoros. | Todos son de América del norte, excepto el Majungasaurus que es de Madagascar | No hay victorias, el episodio se centra en los depredadores. |
| 8        | El último territorio de los raptores | Los científicos muestran la batalla entre un Utahraptor y un Gastonia durante época de sequía.                                                                                | Un Gastonia busca agua en época de sequía. Un Utahraptor solitario también estaba en busca de agua. El Gastonia advierte la presencia del dinosaurio, el cual buscaba realizar una emboscada. El Utahraptor salta sobre el Gastonia, volteándolo y hundiendo sus garras asesinas en su suave vientre. El Utahraptor lo ataca nuevamente pero el Gastonia no cae de nuevo en el mismo truco. El Utahraptor cae y el Gastonia prosigue su búsqueda de agua. Pero el Utahraptor muerde entonces la pierna delantera del dinosaurio. El Gastonia contraataca logrando sujetar la pierna del Utahraptor con un par de púas en su cola. El Utahraptor logra liberarse y retroceder, pero antes el Gastonia le ocasiona varios cortes al costado del cuerpo. Este resiste sin morir ninguno en batalla, pero finalmente mueren los dos a causa de la sequía. | América del norte                                                             | Gastonia                                                     |
| 9        | Monstruos de la era del hielo        | El Arctodus y el León Cavernario se enfrentan durante la era de hielo. | Un Arctodus también llamado Oso de cara corta y un león prehistórico, el Panthera leo atrox llamado león americano, luchan por un bisonte asesinado por el felino. La contienda no es solo por comida, sino también para eliminar la competencia, porque escasean los recursos escasos por el cambio climático. El enorme oso ruge para espantar al león, pero este lo derriba y clava su filosa dentadura en la espalda del oso de cara corta, pero su piel es muy gruesa por la capa de grasa y no logra ocasionarle suficiente daño. Después de sacudirse al león americano, el oso de cara corta le da un golpe en la cabeza y le muerde el estómago. El Arctodus empieza a devorar el bisonte, pero el león americano se levanta y lanza un ataque sorpresa. Este intenta morder la tráquea del oso, pero el oso de cara corta con sus grandes miembros logra evitarlo. Finalmente el gran león logra morder al oso en la tráquea. Sin embargo el Arctodus reacciona antes que el león americano pueda matarlo, lanzándolo dentro de una cueva, donde el león muere. | América del norte                                                             | Arctodus                                                     |
| 10       | Río de la muerte                     | Los esqueletos de una manada de Pachyrhinosaurus, encontrados cerca de un río, permite a los científicos descubrir una batalla entre estos y un grupo de Albertosaurus.       | El grupo de Albertosaurus ataca a una manada de Pachyrhinosaurus. La estampida de la manada se dirige a hacia la ribera del río y los predadores cerca de las presas, sin embargo uno de ellos se libera. Uno de los Albertosaurus lo persigue a un campo e intenta asesinarlo, sin embargo el Pachyrhinosaurus le golpea la pierna al dinosaurio con su cuerno, enfureciéndolo. El Albertosaurus entonces muerde su nuca y lo derriba exponiendo su vientre y lo mata. Atrás en el río, los demás Albertosaurus acorralan a la manada de Pachyrhinosaurus hacia el río. En el pánico los dinosaurios se lanzan al río y mueren, encontrando el Albertosaurus los cadáveres río abajo. | América del norte                                                             | Albertosaurus                                                |
| 11       | Raptor vs. T-rex                     | Un joven Edmontosaurus es atacado por una pandilla de Dromaeosaurus en un campo mientras se enfrenta a un gran Tyrannosaurus rex.                                             | Un joven Edmontosaurus solitario busca su manada, pero ingresa en la zona de un grupo de Dromaeosaurus. Los carnívoros rápidos, astutos y mortíferos atacan al dinosaurio y logran derribarlo, sin embargo dos de los miembros del grupo son aplastados por el dinosaurio herbívoro durante el proceso. Entonces un Tyrannosaurus rex, atraído por el caos, aparece y les roba el cadáver del Edmontosaurus, dejando al grupo de Dromaeosaurus solamente la cola, la cual el dinosaurio cortó para hacer al cuerpo más ligero. | América del norte                                                             | Dromaeosaurus y Tyrannosaurus                                |
| 12       | Armagedón                            | Los científicos explican la extinción de los dinosaurios. | Hace 65 millones de años, un asteroide gigante chocó en la costa de Yucatán en México. Esto produjo un enorme cráter y una lluvia de meteoritos, junto con una nube de gas mortífero que se expandió por todo el planeta matando a los dinosaurios. La mayoría de los dinosaurios (entre ellos la familia de Tyrannosaurus rex, la hembra Majungasaurus, el grupo de Albertosaurus, el Nanotyrannus, la pandilla de Dromaeosaurus, la manada de Edmontosaurus, y los Pachyrhinosaurus) vieron el impacto y trataron de ponerse a salvo, muriendo muchos de ellos en la serie de impactos y a causa de la nube de gas y polvo. Pronto los dinosaurios ahora extintos como el Tyrannosaurus que cae al suelo, murieron, pero entonces fue el momento donde los humanos y otros mamíferos reemplazaron a los dinosaurios como la especie dominante en el planeta Tierra. | Todo el planeta (Aunque sólo se muestran América del Norte y Madagascar.)     | Extinción masiva del Cretácico-Paleógeno                     |

## Imprecisiones
- Al momento de la producción, Majungatholus era el nombre dado a un dinosaurio carnívoro de Madagascar, pero al tiempo de la emisión, el nombre había sido determinado como un sinónimo más moderno de  Majungasaurus
- Los Tyrannosaurus jóvenes en el documental fueron representados como un adulto pequeño, cuando realmente debían lucir más parecidos al Nanotyrannus en ese punto de sus vidas.
- El Majungasaurus es representado como un dinosaurio mostrando un comportamiento similar a los pájaros, a pesar de que se representaron otros dinosaurios similares a las aves como el Tyrannosaurus y Allosaurus sin ese comportamiento en el documental.
- El nombre Nanotyrannus es constantemente mal pronunciado como «Nanotyrannosaurus».
- Especies relacionadas con los Utahraptor, Dromaeosaurus, y Deinonychus se sabe que estaban cubiertos de plumas, como los pájaros; así que es probable que estos tres también las tuvieran. Sin embargo, las versiones mostradas de estas criaturas las representan con escamas similares a la de los lagartos, aunque el Utahraptor tenía algunas plumas.
- El pterosaurio no identificado atrás del Gastonia en el episodio «el último sitio del raptor» era un modelo a escala del Quetzalcoatlus. Sin embargo el episodio tenía lugar en el Cretácico Inferior, cuando los pterosaurios Azhdarchidae no eran conocidos.
- El Pachyrhinosaurus en la serie es representado con un cuerno similar al del rinoceronte en la cabeza, sin embargo la evidencia actual apunta a que la estructura era una gran masa ósea, pero eso se debe a que los expertos creyeron que tenía un cuerno de queratina como los rinocerontes y que por tanto no se fosilizó.
- En el episodio «Raptores vs. T. rex», se afirma que el Tyrannosaurus « irrumpió en la tierra hace 90 millones de años, y gobernó el planeta Tierra por los próximos 25 millones de años», cuando de hecho el T. rex más antiguo data de hace 68,5 millones de años y se extinguió junto con los otros dinosaurios hace 65.5 millones de años.
- Los Tyrannosaurus jóvenes son representados sin plumaje, siendo más probable que los T-rex tuvieran plumaje, que mudarían más tarde al llegar a la madurez.

## «Dinosaur Secrets» (secretos de los dinosaurios)
En el Reino Unido la serie fue revisada y renombrada como «Dinosaur Secrets» (secretos de los dinosaurios). A pesar de la revisión el contenido aparece intacto, sólo cambiando la voz del narrador y adaptaciones de las medidas de longitud y peso.

## DVD
El DVD de la primera temporada «Jurassic Fight Club», fue lanzado el 20 de enero de 2009. Este contiene los 12 episódios y material adicional.
Disco 1
- Dinosaurio caníbal, (Cannibal Dinosaur)
- T-Rex cazador, (T-Rex Hunter)
- Pandilla de asesinos,  (Gang Killers)
- Material Adicional, (Additional Footage)

Disco 2
- La batalla más sangrienta, (Bloodiest Battle)
- Asesinos de las grandes profundidades, (Deep Sea Killers)
- Cazadores cazados, (Hunter Becomes Hunted)

Disco 3
- Los asesinos más grandes, (Biggest Killers)
- El último territorio de los raptores, (Raptor's Last Stand)
- Monstruos de la edad de hielo, (Ice Age Monsters)

Disco 4
- Río de la muerte, (River Of Death)
- Raptores vs. T-Rex, (Raptor vs. T-Rex)
- Armagedón, (Armageddon)

## «Turf Wars» (juego)
El juego de Jurassic Fight Club, llamado «Turf Wars», puede ser encontrado en la página web history.com.
No requiere comprarse ni descargarse. Se juega con uno de seis dinosaurios, y se puede usar la destreza de cada uno para vencer a los otros cinco. Existen códigos de invencibilidad y ataques especiales, etc.
Los siguientes dinosaurios son presentados en orden de batalla con su estatus:
| Dinosaurio           | Ataque | Defensa | Velocidad |
| -------------------- | ------ | ------- | --------- |
| Hembra Majungasaurus | 4      | 7       | 8         |
| Macho Majungasaurus  | 5      | 8       | 4         |
| Tyrannosaurus        | 10     | 9       | 8         |
| Stegosaurus          | 9      | 10      | 4         |
| Utahraptor           | 10     | 8       | 6         |
| Pachyrhinosaurus     | 8      | 8       | 8         |